# Задерацкий, Всеволод Петрович
Всеволод Петрович Задерацкий (1891, Ровно, Российская империя — 1953, Львов, СССР) — советский композитор, пианист и писатель.

## Биография и творчество
Родился 21 декабря 1891 года. Его отец, Пётр Андреевич Задерацкий, крупный специалист по железнодорожному строительству и системам управления, происходил из мещанской семьи в Звенигородке Киевской губернии. Начав со скромного чиновника на телеграфе, он дослужился до директора Юго-Западных железных дорог. В последние десятилетия своей жизни он занимал должность декана транспортного факультета Киевского политехнического института. Мать Задерацкого, Мария Павловна, урождённая Мелешкевич-Бжозовская, происходила из обедневшей ветви аристократической польской семьи, и именно она начала музыкальное образование своего сына.
Раннее детство Всеволода Задерацкого прошло в селе Здолбуново (его крестили в местной церкви Св. Михаила села Здолбица), а затем в Ровно, где через три года родилась его сестра Вера. Затем семья ненадолго переехала в Вильно, в связи с работой отца. Но основная часть его детства и юности прошла в Курске, где располагалась дирекция Юго-Западных железных дорог. Обучался музыке у известного педагога Аркадия Абазы.
После окончания Курской гимназии он уехал в Москву, где поступил на юридический факультет Московского университета и в Московскую консерваторию. По окончании университета в 1916 году был призван в действующую армию и направлен в Военно-инженерное училище, из которого ускоренно выпущен в начале 1917 года в звании подпоручика. Принял участие в Первой мировой войне; в 1919—1920 годах находился в армии Деникина.
В консерватории он учился с 1910 года. Первоначально изучал фортепиано и свободную композицию у Пахульского, позже работал с Киппом по фортепиано, а композицию изучал у Танеева и затем у Ипполитова-Иванова; с Василенко занимался оркестровкой, а с Орловым — дирижированием.
Выпускные консерваторские экзамены он сдал только после окончания Гражданской войны, в 1923 году. Как бывшему деникинскому офицеру Задерацкому было запрещено жить в Москве; его отправили в Рязань, где он с 1920 года работал старшим преподавателем по классу фортепиано в Государственном музыкальном училище, а затем в Народно-просветительском институте, где вел курс истории музыки. В 1922—1923 годах дирижировал симфоническим оркестром при Рязанском советском театре. С 1925 года он работал в Рязанском музыкальном техникуме преподавателем фортепиано, истории и теории музыки, и его учениками были такие выдающиеся музыканты, как хоровой дирижёр Клавдий Птица и музыковед Вера Васина-Гроссман.
Поселившись в Рязани, с середины 1920-х годов Задерацкий начал выступать как пианист, дал множество сольных концертов, выступал вместе с известным басом Григорием Пироговым.
В 1926 году был арестован, заключен в рязанскую тюрьму; всё написанное композитором до этого времени было уничтожено. В 1929 году получил разрешение жить и работать в Москве, с 1930 года значился штатным композитором Всесоюзного радио, числился в творческом объединении АСМ (в 1932 было ликвидировано). В этот период были написаны опера «Кровь и уголь» (не сохранилась), симфония «Фундамент», циклы фортепианных миниатюр «Микробы лирики» (1928), «Тетрадь миниатюр» (1929), «Фарфоровые чашки» (1932), Лирическая симфониетта (1932), вокальный цикл для баса «Гротеск Ильи Сельвинского» (1931). Подвергался критике за формализм.
В 1934 году был выслан в Ярославль, заочно учился в ГИТИСе. Написал три «Симфонических плаката», оперу «Валенсианская вдова» (по Лопе де Веге), две камерные симфонии, 24 прелюдии (1933—1934), множество вокальных сочинений, среди которых — цикл «De profundis».
В марте 1937 года по ложному доносу арестован в Ярославле, заключён в тюрьму и получил 6 лет заключения без права переписки. В июле 1939 года был освобождён из Севвостлага (СВИТЛ) в связи с закрытием дела и в начале 1940 года вернулся в Ярославль. В лагере создал монументальный цикл «24 прелюдии и фуги» для фортепиано — первый опыт возрождения барочного жанра в XX веке (до Шостаковича и Хиндемита). Этот цикл — одно из главных сочинений композитора.
В начале Второй мировой войны эвакуирован с семьёй в город Мерке (Казахстан), потом — в Краснодар. Теме войны посвящены его сочинения: оратория «Зоя» (по поэме М. Алигер), вокальный цикл «Поэма о русском солдате» (по А. Твардовскому), сборник песен «Дыхание войны», фортепианная сюита «Фронт» (1944), другие сочинения.
С 1945 года жил в Житомире, в 1946—1948 годах снова вернулся в Ярославль. Был делегатом первого Съезда советских композиторов (1948). С 1949 года и до конца жизни жил во Львове, работал в консерватории. Выступал как пианист с сольными концертами во Львове, Дрогобыче, Коломые. Кроме фортепианных сочинений, им в эти годы были созданы концерты для скрипки и домры, симфония до минор, хоровая сюита и ряд других произведений.
Умер во Львове 1 февраля 1953 года. Похоронен на Лычаковском кладбище.

## Семья
В 1914 году в Москве В. П. Задерацкий женился на Наталье Моисеевне Пасечник (1892—1981) — однокурснице по классу фортепиано в консерватории. В 1915 году у них родился сын Ростислав (1915—1983). В 1918 году жена с сыном эмигрировали из Новороссийска сначала в Югославию, а затем во Францию. В 1952 году, незадолго до своей смерти, Задерацкий навёл через Швейцарский Красный Крест справки, пытаясь разыскать своего сына и бывшую жену. Выяснилось, что его первая жена вышла замуж, а его сын Ростислав во время Второй мировой войны присоединился к французскому Сопротивлению, попал в плен к немцам и после восьми попыток бежал и участвовал в успешных боевых действиях. Ростислав унаследовал от отца музыкальные гены и перед войной учился в Российской музыкальной консерватории Кониуса, однако ему не удалось продолжить музыкальную карьеру: руки были повреждены в плену и при попытках побега; он стал инженером-химиком.
Сын от второго брака с Валентиной Владимировной (урождённая Перлов)(1908—1985) — Всеволод Всеволодович Задерацкий (род. 1935) — музыковед, профессор Московской консерватории. Автор идеи художественно-просветительской программы «Новое передвижничество», за осуществление которой удостоен Государственной премии России (2003). В июле 2009 года в московском издательстве «Композитор» вышла книга В. В. Задерацкого об отце — «Per aspera…».

## Наследие

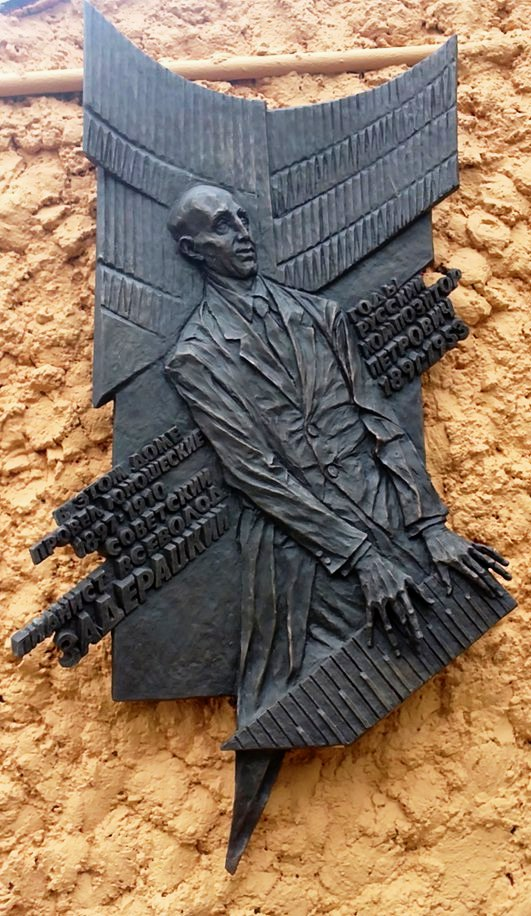
Мемориальная доска В. П. Задерацкому в Курске

14 декабря 2014 года в Рахманиновском зале Московской консерватории состоялась мировая премьера «24 прелюдий и фуг» Всеволода Задерацкого.
В 2015 году «Русское музыкальное издательство» приступило к изданию на русском и английском языках полного собрания произведений для фортепиано Всеволода Задерацкого. В первый том вошли «24 прелюдии и фуги» (1937—1939) и аналитический комментарий к ним.
В октябре 2015 года в Курске на доме, где прошли юношеские годы Всеволода Петровича Задерацкого, была установлена мемориальная доска.
В 2016 году фирма «Мелодия» представила двухдисковую запись «24 прелюдий и фуг» в исполнении Ксении Башмет, Юрия Фаворина, Никиты Мндоянца, Лукаса Генюшаса, Андрея Гугнина и Андрея Ярошинского.
29 сентября 2017 года был выпущен пятидисковый альбом «Легенды» с монографической программой из фортепианных произведений Всеволода Задерацкого в записи пианиста Яши Немцова. Это издание было отмечено немецкой музыкальной премией «Opus Klassik».
В апреле 2019 года был выпущен документальный фильм «Я свободен», посвящённый судьбе Всеволода Петровича Задерацкого. Съёмки проходили в Москве, Санкт-Петербурге, Курске, Ярославле, Львове и на Колыме. За свою работу режиссёр фильма Анастасия Якубек была награждена статуэткой премии ТЭФИ в номинации «Режиссёр телевизионных фильмов и программ».
3 мая 2021 года в Самаре состоялась премьера вокального цикла Всеволода Задерацкого «Поэма о русском солдате» на стихи Александра Твардовского.
5 мая 2021 года в Сыктывкаре состоялась премьера комической оперы Задерацкого «Валенсианская вдова» в оркестровой версии композитора Леонида Гофмана.
В ноябре 2023 года состоялся I всеукраинский открытый конкурс пианистов памяти Владимира Грудина и Всеволода Задерацкого.

## Литературные сочинения
- Золотое житье. — М.: «Аграф», 2012. — (Символы времени)[15].

## Комментарии
1. ↑  В Москве Задерацкий жил в большом доме Платовых, потомков знаменитого казачьего атамана графа Платова. Ближайшим другом Задерацкого был живописец Фёдор Платов. Его младший брат Борис Платов был пианистом и однокурсником Задерацкого.
2. ↑  В Курске после музыкальных занятий с матерью он получил основательную подготовку у педагога А. М. Абази.
3. ↑  Экзаменатором на последнем экзамене был генерал-инженер Цезарь Антонович Кюи.
4. ↑  В своих неопубликованных воспоминаниях Задерацкий написал, что А. Н. Толстой почерпнул многие детали истории Вадима Рощина в своем романе «Хождение по мукам», услышав рассказ Задерацкого о своих переживаниях.
5. ↑  Причина ареста выяснилась только в 1997 году, благодаря его друзьям Платовым. Преследование Задерацкого большевиками было связано не с тем, что он был офицером деникинской армии, что было вычеркнуто из протокола, а с тем, что он обучал музыке цесаревича Алексея. Почти каждую неделю в течение 1915 и части 1916 года он на один день приезжал из Москвы в Петербург. Об этом знал его друг Фёдор Платов, но молчал о них до самых последних дней.